# San Severo
San Severo (latinsky Castellum Sancti Severini) je italské město v oblasti Apulie, sídlo biskupa. V roce 1996 potvrdil prezident dekret, který uděluje obci status města.

## Partnerská města
- Bourg-en-Bresse, Francie
- Pamplona, Španělsko